# دانکو تسویتیچانین
دانکو تسویتیچانین (کرواتی: Danko Cvjetićanin؛ زادهٔ ۱۶ اکتبر ۱۹۶۳) بازیکن بسکتبال اهل یوگسلاوی است.
از باشگاه‌هایی که در آن بازی کرده‌است می‌توان به باشگاه بسکتبال پارتیزان و سیبونا زاگرب اشاره کرد.
وی در مسابقات کشوری و بین‌المللی در مجموع برندهٔ ۳ مدال نقره، ۴ مدال برنز شده‌است.